# Škoda Roomster
O Škoda Roomster (Tipo 5J) é um monovolume compacto fabricado e comercializado pela Škoda Auto de 2006 a 2015 ao longo de uma única geração com um único facelift intermediário. Ele tem um design de cinco portas, cinco passageiros, motor dianteiro, tração dianteira, teto alto e era descrito como um hatch, uma perua ou uma minivan. Estilizado por Thomas Ingenlath e Peter Wouda, o Roomster estreou no Salão do Automóvel de Genebra de 2006 como o primeiro carro comercializado após a aquisição da Škoda pelo Grupo Volkswagen, compartilhando a plataforma A4 (PQ34) e componentes com a segunda geração do Škoda Fabia.
Montado na fábrica da Škoda em Kvasiny, distrito de Rychnov nad Kněžnou, as vendas começaram em junho de 2006. Uma variante de furgão de cinco portas e dois lugares foi lançada em março de 2007 como Škoda Praktik.
Em outubro de 2015, o desenvolvimento da segunda geração do Roomster começou, fotos espiãs do novo Roomster foram tiradas naquele mês, revelando que em vez de projetar um modelo completamente novo, o Roomster de segunda geração seria um Volkswagen Caddy rebatizado. Em dezembro de 2015, o desenvolvimento do Roomster de segunda geração foi descartado para que eles pudessem se concentrar no próximo crossover de porte grande Kodiaq e outra razão pela qual o desenvolvimento foi cancelado é devido a razões de custo, imagens vazadas do Roomster de segunda geração sem qualquer camuflagem também foram localizado com cerca de 100 protótipos construídos antes do cancelamento.

## Visão geral

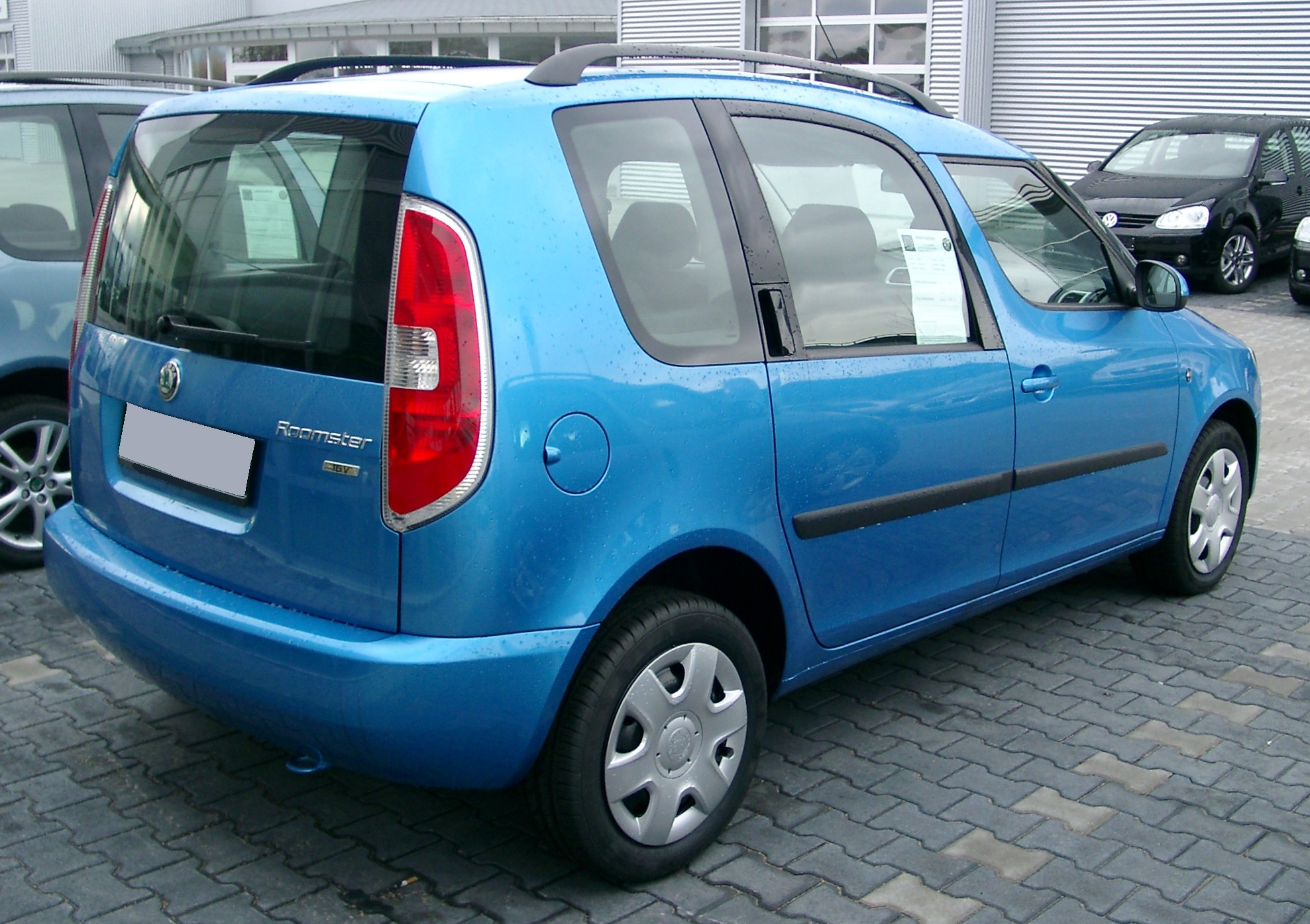
Škoda Roomster (pré-facelift)

O Roomster é baseado no carro-conceito de mesmo nome, anunciado em setembro de 2003 no Salão do Automóvel de Frankfurt. O conceito era um pouco mais curto – 4.055 mm contra 4.205 mm – do que o modelo de produção e com maior distância entre eixos – 2.710 mm contra 2.617 mm, e apresentava uma única porta deslizante traseira do lado do passageiro, que foi substituída por duas portas traseiras giratórias com dobradiças convencionais.

O arranjo de carga do Roomster é comercializado como VarioFlex, com bancos traseiros divididos em 40–20–40 que podem se mover longitudinalmente ou transversalmente (removendo o assento do meio), reclinar até 7°, rebater para frente – ou ser removido para formar uma superfície de carga plana. A superfície de carga pode subir ou descer 250 mm.

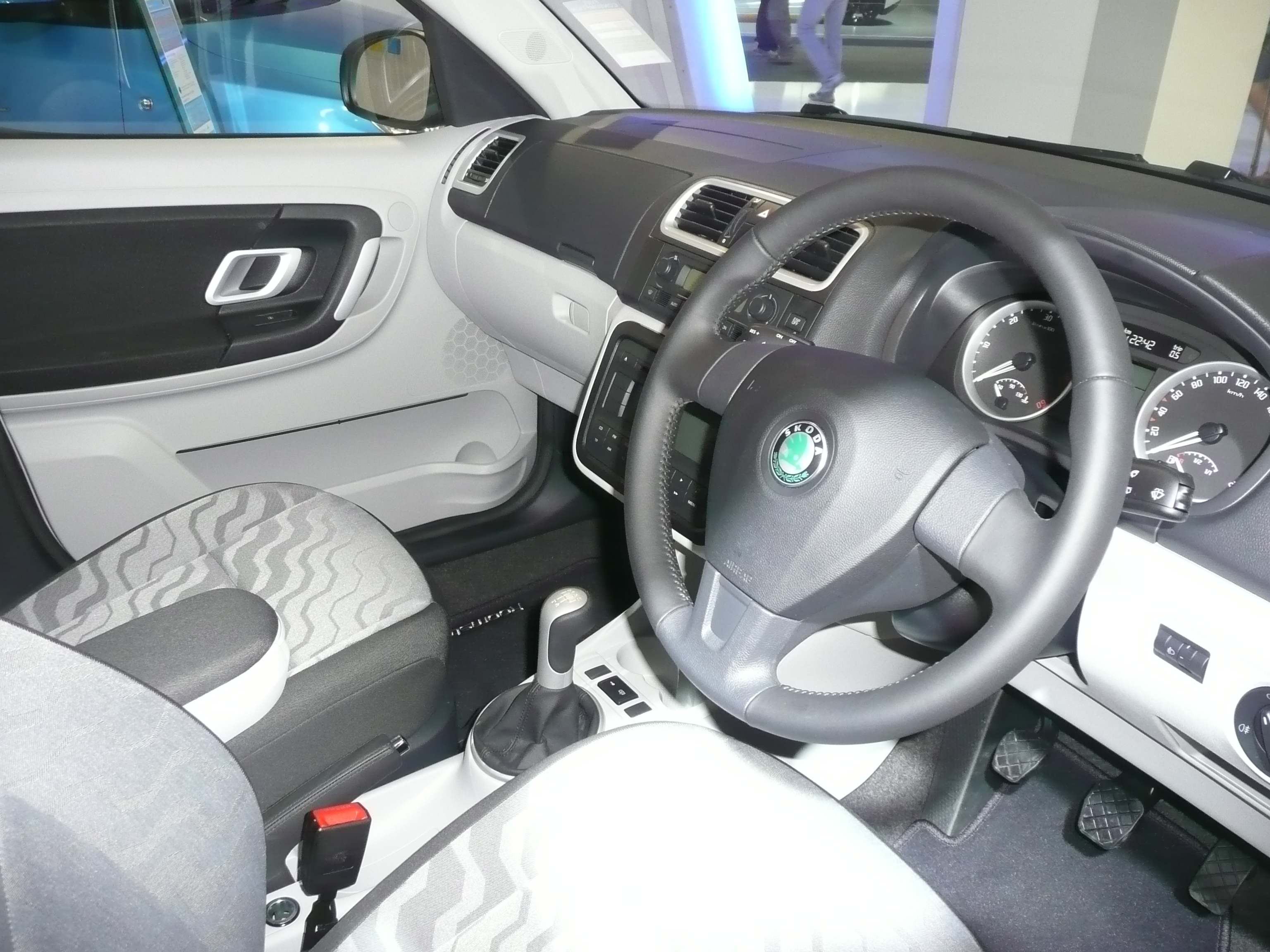
Interior

No lançamento, o Škoda Roomster utilizava motores de quatro tempos do Grupo Volkswagen. Os motores a gasolina incluíam o multiválvulas de três cilindros em linha de 1,2 litros, com potência inicialmente avaliada em DIN de 47 quilowatts (64 cv; 63 cv), mas com o lançamento da segunda geração do Fabia avaliado em 51 quilowatts (69 cv; 68 cv), seguido pelos motores EA111 de quatro cilindros em linha de 1,4 litros e 1,6 litros, com potência de 63 quilowatts (86 cv; 84 cv) e 77 quilowatts (105 cv; 103 cv), respectivamente. O 1.6 litros também estava disponível com transmissão automática tiptronic de seis velocidades.
A propulsão do motor diesel veio do 1.4 Turbocharged Direct Injection (TDI) de três cilindros em linha, com dois níveis de potência, base em 51 quilowatts (69 cv; 68 cv) e "esportivo" em 59 quilowatts (80 cv; 79 cv). A opção principal era um 1.9 TDI de quatro cilindros, com 77 quilowatts (105 cv; 103 cv).

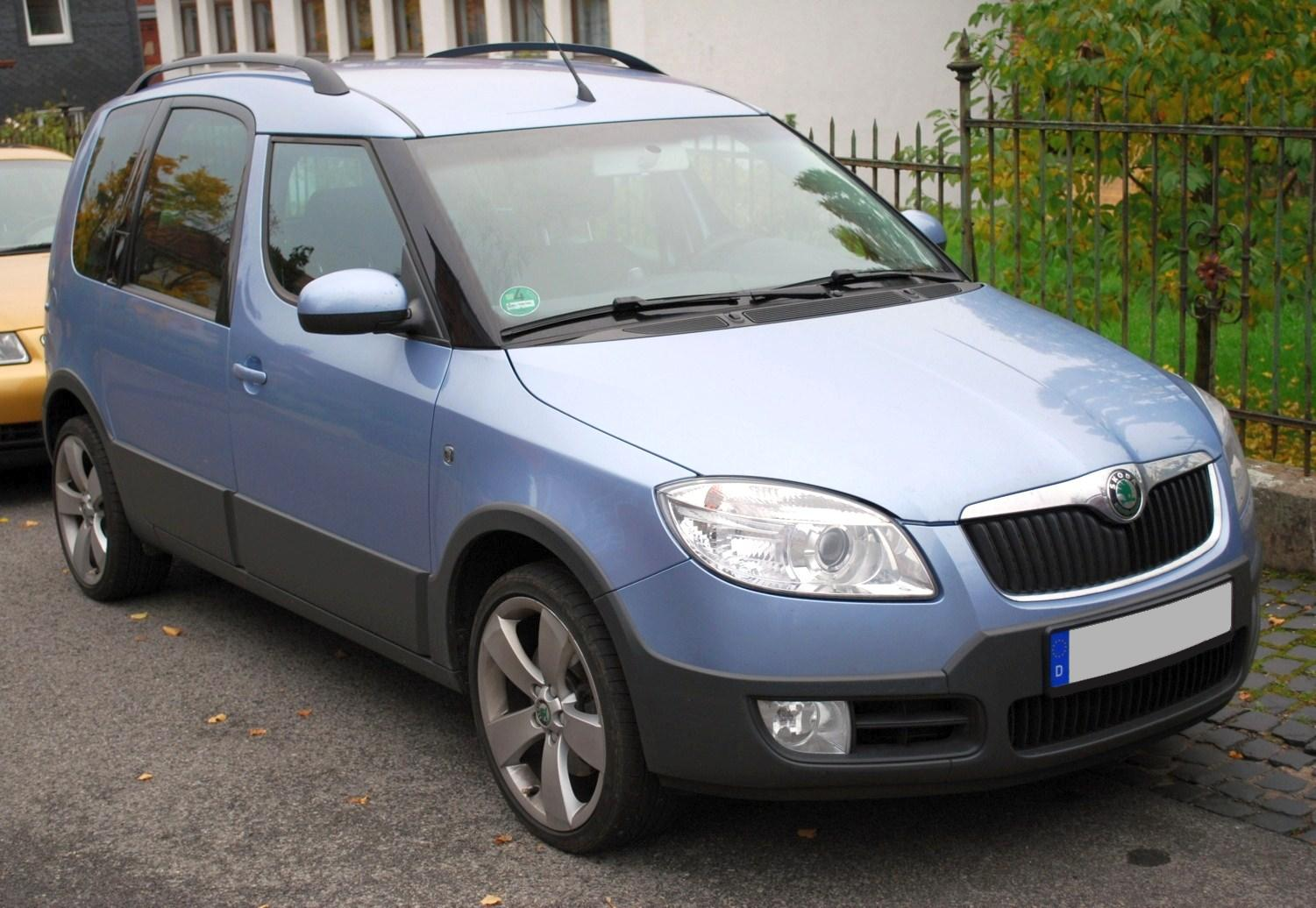
Skoda Roomster Scout (pré-facelift)

O Roomster poderia combinar cores de carroceria padrão (sólidas e metálicas) com um teto branco, preto ou prateado. Um nível de acabamento Scout estilo offroad foi introduzido no final de 2006. Um teto solar panorâmico de peça única é opcional.

### Facelift
Um Roomster com facelift estreou no Salão do Automóvel de Genebra de 2010 com um painel frontal revisado e faróis de neblina. No interior, o facelift contou com um volante revisado. Os elementos dos faróis foram revisados com sua carcaça.
Os motores a gasolina turboalimentados TSI de 1,2 litros substituíram os anteriores motores MPI de 1,4 e 1,6 litros, proporcionando melhorias significativas no consumo de combustível e reduções correspondentes nas emissões de CO2.
A transmissão automática Aisin usada anteriormente também foi substituída pela caixa de câmbio Direct-Shift (DSG) de sete velocidades e dupla embreagem (opcional nos modelos 1.2 TSi de 77 quilowatts (105 cv; 103 cv), proporcionando uma redução de mais de 30% nas emissões de CO2 para o derivado automático de 77 quilowatts (105 cv; 103 cv) (em comparação com o 1,6 litro anterior). Os motores diesel foram atualizados para o sistema common rail e tecnologia de quatro válvulas.
O consumo combinado do fabricante para o Roomster GreenLine com o novo motor diesel de 55 kW, 1,2 litros e três cilindros é de 4,2 L/100 km, o que equivale a 109 g de CO2 por km.
O design do Roomster Scout também evoluiu (pára-choques dianteiros, faróis de nevoeiro dianteiros).

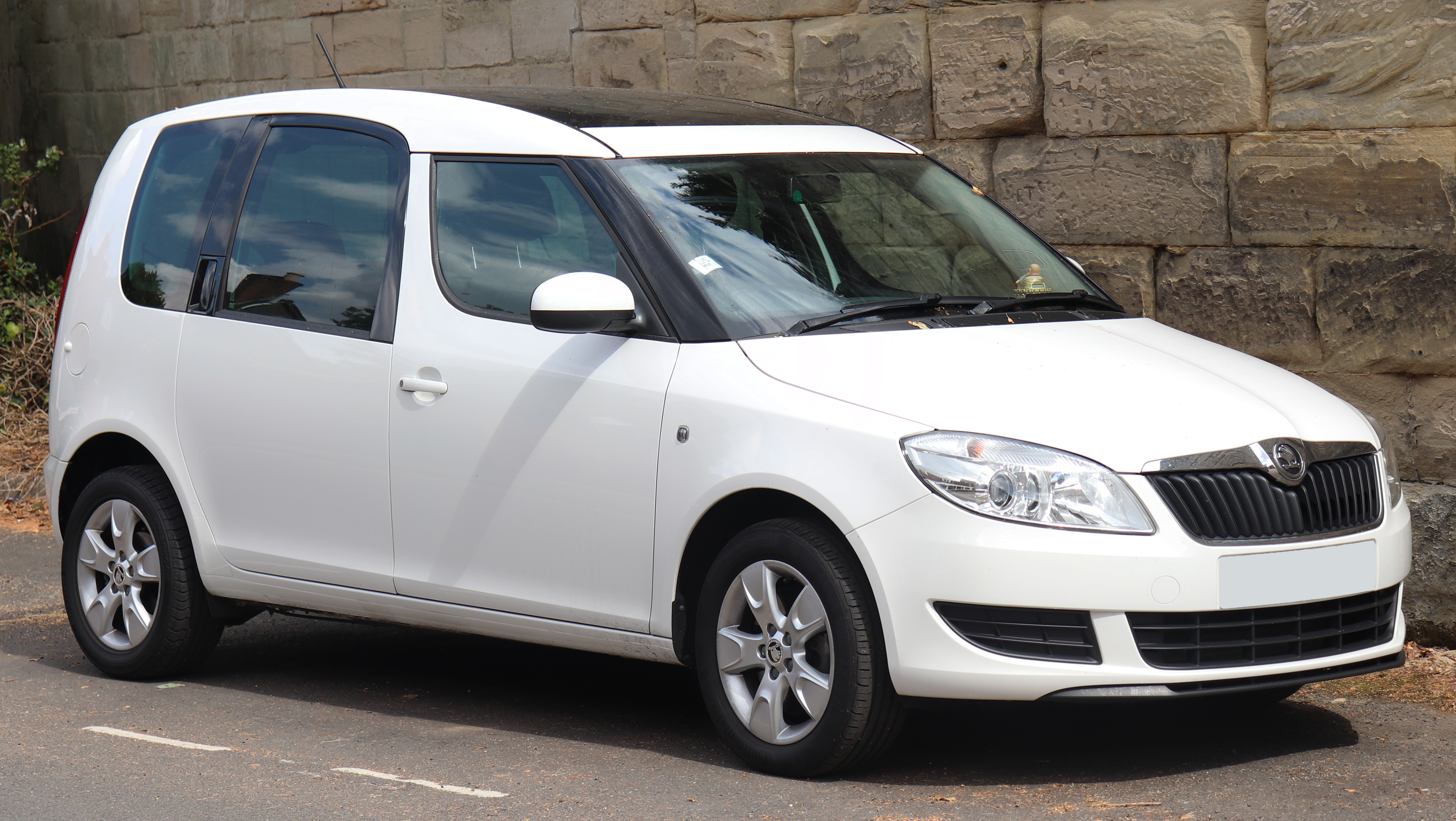
Škoda Roomster SE TDI (Reino Unido – facelift)
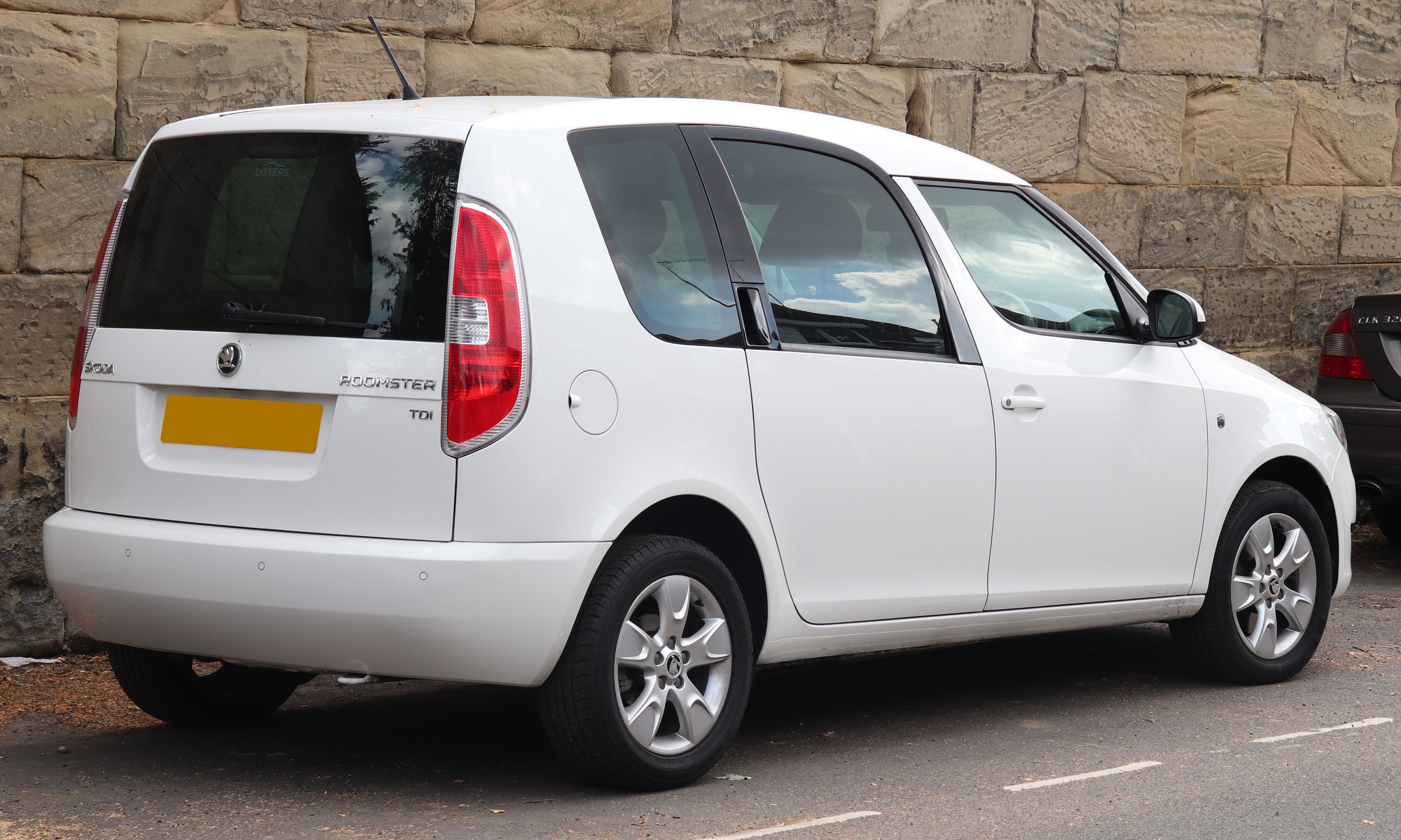
Škoda Roomster SE TDI (Reino Unido – facelift)
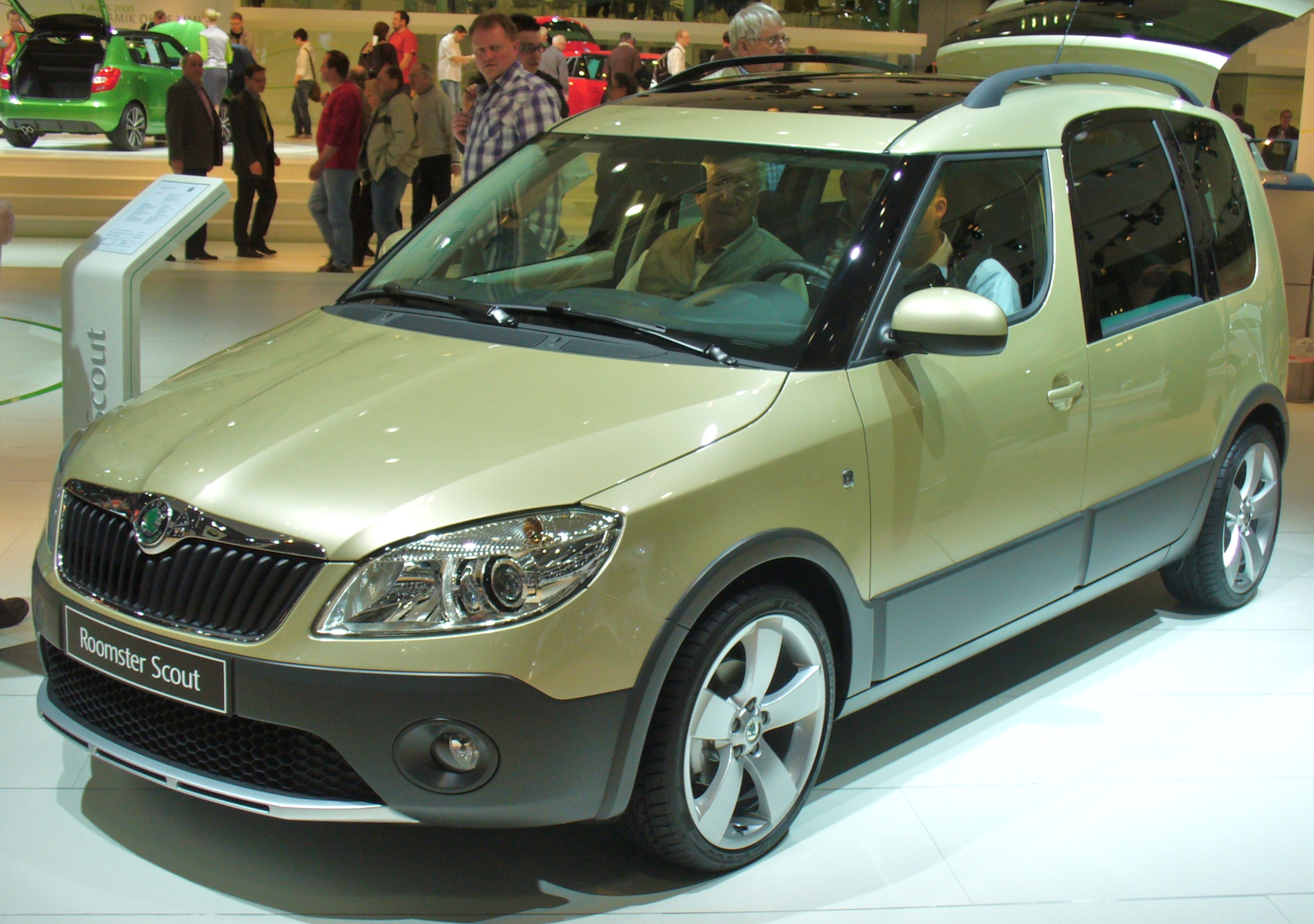
Škoda Roomster Scout (facelift)

### Modelos relacionados
A Skoda comercializou a partir de 2007 uma versão furgão de cinco portas e dois lugares do Roomster, chamada Škoda Praktik (Typ 5J8). Seu espaço de carga tem 1.605 milímetros de comprimento, 1.016 milímetros de largura (mínimo) e 900 milímetros de altura – proporcionando um espaço de carga de 1.900 litros e uma carga útil de 550 a 640 quilogramas. Ele também inclui uma antepara de carga interna móvel, armazenamento subterrâneo 'oculto', revestimento antiderrapante do piso do compartimento de carga com seis pontos de amarração e trilhos de teto de comprimento total.

O modelo foi direcionado para a Europa Central e Oriental. O Praktik teve um facelift em 2010, assim como o Roomster.

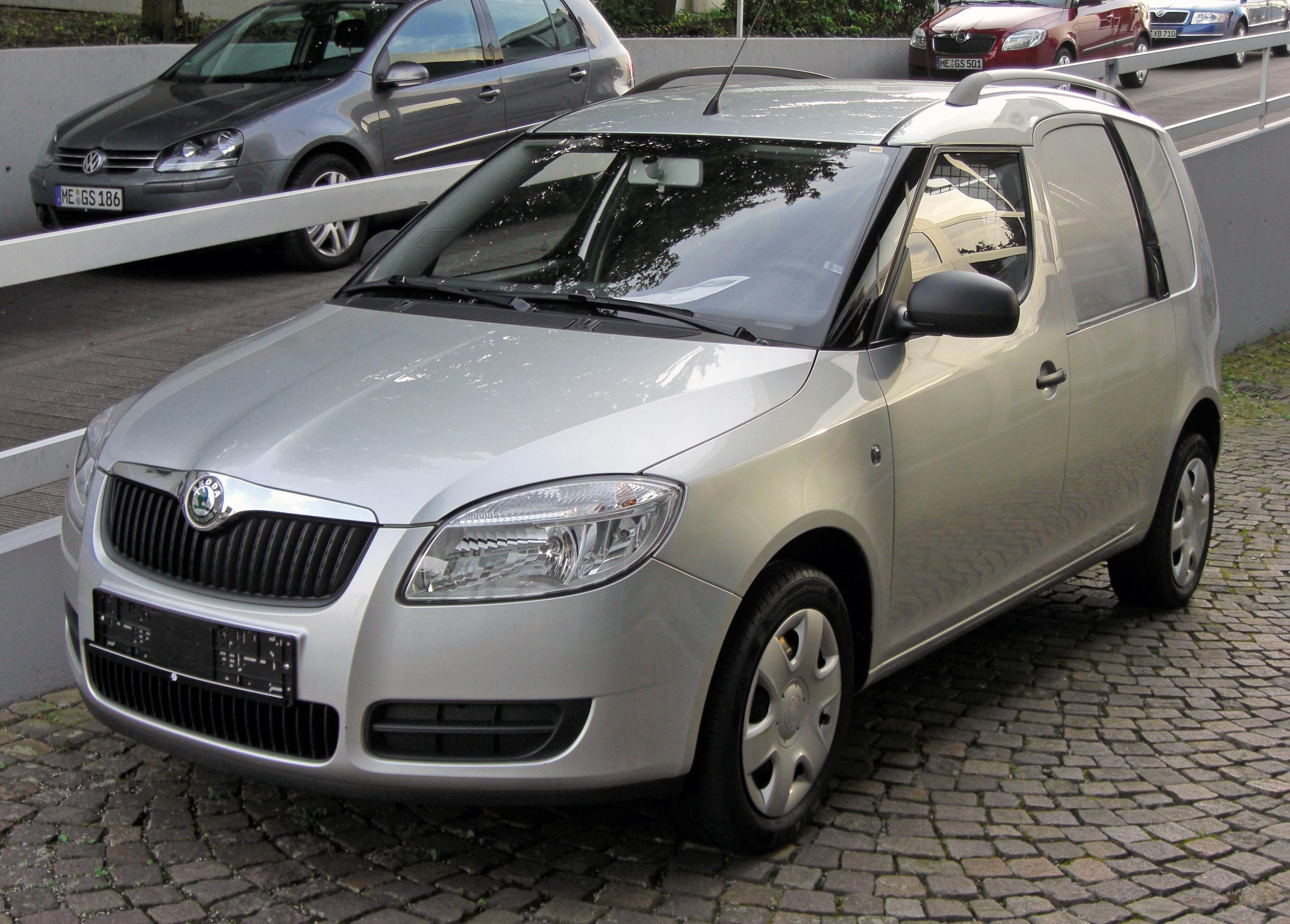
Škoda Praktik (pré-facelift)
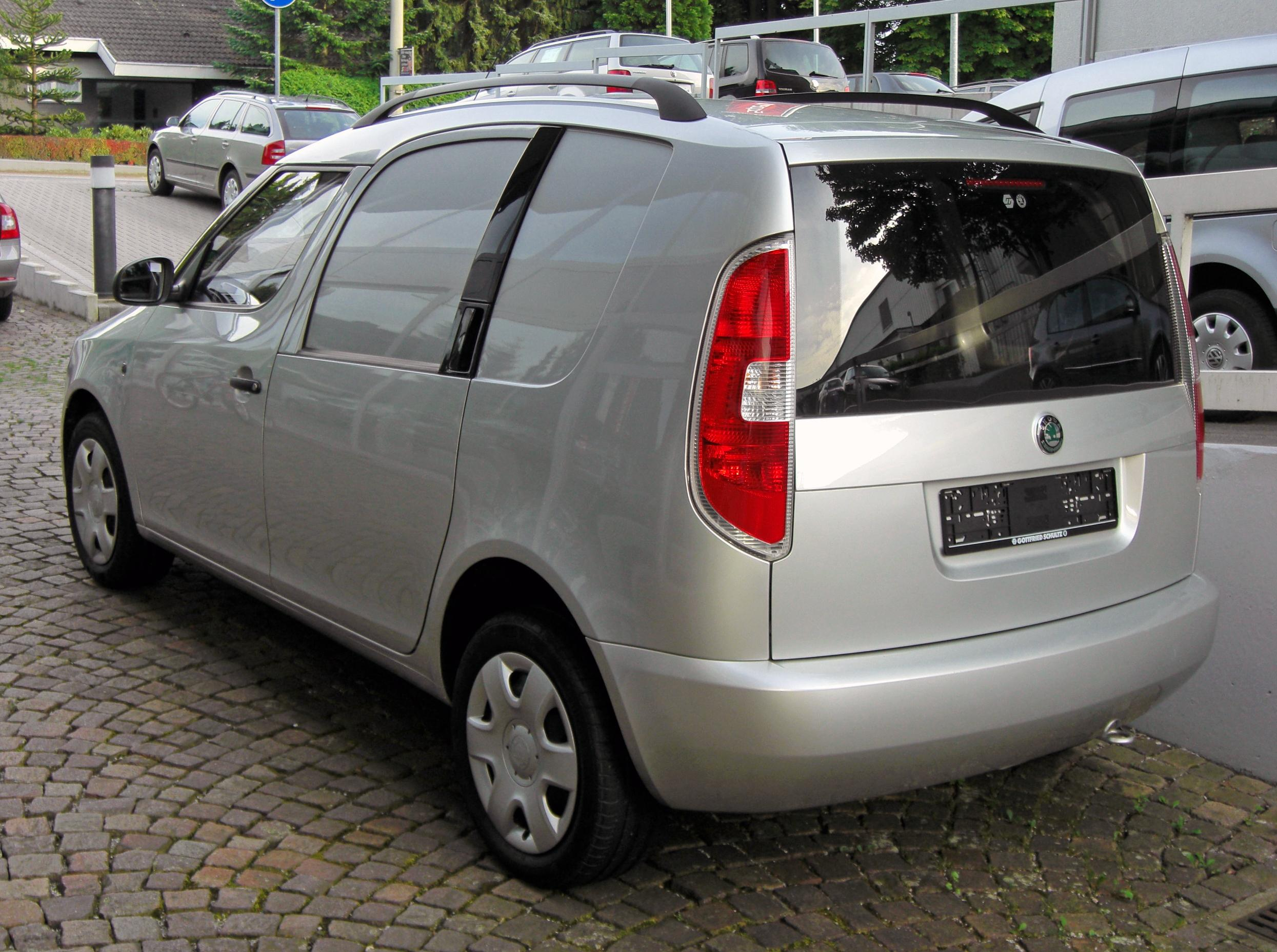
Škoda Praktik (pré-facelift)
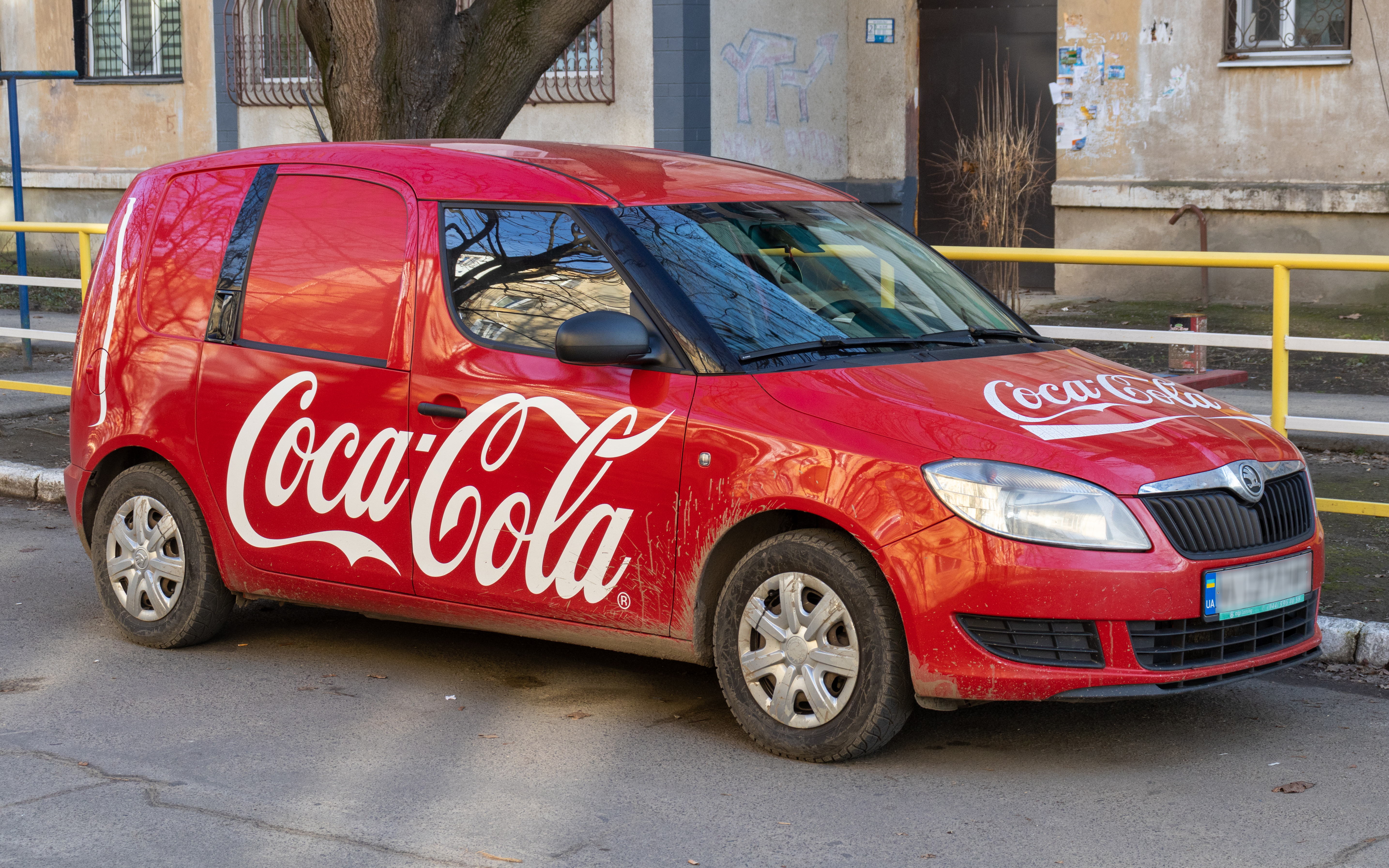
Škoda Praktik (facelift)